# Distrikt Chalaco
Der Distrikt Chalaco liegt in der Provinz Morropón der Region Piura in Nordwest-Peru. Der Distrikt wurde am 21. Juni 1825 gegründet. Er hat eine Fläche von 151,96 km². Beim Zensus 2017 lebten 7789 Einwohner im Distrikt. Im Jahr 1993 betrug die Einwohnerzahl 10.951, im Jahr 2007 9721. Verwaltungssitz ist die 2200 m hoch gelegene Ortschaft Chalaco mit 1212 Einwohnern (Stand 2017). Chalaco liegt etwa 40 km ostnordöstlich der Provinzhauptstadt Chulucanas.

## Geographische Lage
Der Distrikt Chalaco liegt im Nordosten der Provinz Morropón. Der Distrikt befindet sich im Westen der peruanischen Westkordillere. Das Gebiet wird nach Südwesten zum Río Piura hin entwässert. Die nordöstliche Distriktgrenze
verläuft entlang der Wasserscheide zum Einzugsgebiet des weiter nördlich verlaufenden Río Chira.
Der Distrikt Chalaco grenzt im Südwesten an den Distrikt Santa Catalina de Mossa, im Nordwesten an den Distrikt Santo Domingo, im äußersten Norden an den Distrikt Frías (Provinz Ayabaca), im Nordosten an den Distrikt Pacaipampa (ebenfalls in der Provinz Ayabaca) sowie im Südosten an den Distrikt Yamango.